# Alíartos
Alíartos (también, Aliartos; en griego, Αλίαρτος) es una localidad situada en el municipio de Aliartos-Thespies, en Grecia. Según el censo de 2021, tiene una población de 5388 habitantes.
Tiene el estatus de unidad municipal.
Pertenece a la unidad regional de Beocia, ubicada en la región de Grecia Central.
Fue un municipio independiente hasta 2011, en que se fusionó con Thespies para formar el nuevo municipio de Aliartos-Tespies. Tiene una superficie de 148.36  km².
La localidad se ubica sobre la carretera 3, a medio camino entre Tebas y Lebadea.
Recibe su nombre de Haliarto, una antigua ciudad de la región histórica de Beocia cuyas ruinas se encuentran a las afueras del actual poblado. La localidad es el resultado de la fusión de dos asentamientos agrícolas llamados "Moulki" (Μούλκι) y "Krimpás" (Κριμπάς), que en 1835 formaron un municipio con el nombre de la antigua ciudad. Krimpás adoptó el nombre de Alíartos en 1919, y desde 1953 el topónimo pasó a designar un único asentamiento formado por los barrios de Moulki y Krimpás.

## Historia
Formó parte de la Grecia otomana desde 1471. El 12 de septiembre de 1829 en Petra, incluida actualmente en esta localidad, se desarrolló la última batalla de la guerra de independencia, finalizando con victoria griega. Esto facilitó que la actual Grecia Central quedara en manos del Reino de Grecia.

## Clima
| Parámetros climáticos promedio de Aliartos (1967–1997) | Parámetros climáticos promedio de Aliartos (1967–1997) | Parámetros climáticos promedio de Aliartos (1967–1997) | Parámetros climáticos promedio de Aliartos (1967–1997) | Parámetros climáticos promedio de Aliartos (1967–1997) | Parámetros climáticos promedio de Aliartos (1967–1997) | Parámetros climáticos promedio de Aliartos (1967–1997) | Parámetros climáticos promedio de Aliartos (1967–1997) | Parámetros climáticos promedio de Aliartos (1967–1997) | Parámetros climáticos promedio de Aliartos (1967–1997) | Parámetros climáticos promedio de Aliartos (1967–1997) | Parámetros climáticos promedio de Aliartos (1967–1997) | Parámetros climáticos promedio de Aliartos (1967–1997) | Parámetros climáticos promedio de Aliartos (1967–1997) |
| Mes                                                    | Ene.                                                   | Feb.                                                   | Mar.                                                   | Abr.                                                   | May.                                                   | Jun.                                                   | Jul.                                                   | Ago.                                                   | Sep.                                                   | Oct.                                                   | Nov.                                                   | Dic.                                                   | Anual                                                  |
| ------------------------------------------------------ | ------------------------------------------------------ | ------------------------------------------------------ | ------------------------------------------------------ | ------------------------------------------------------ | ------------------------------------------------------ | ------------------------------------------------------ | ------------------------------------------------------ | ------------------------------------------------------ | ------------------------------------------------------ | ------------------------------------------------------ | ------------------------------------------------------ | ------------------------------------------------------ | ------------------------------------------------------ |
| Temp. máx. media (°C)                                  | 11.5                                                   | 12.7                                                   | 15.4                                                   | 20.2                                                   | 25.8                                                   | 30.8                                                   | 32.2                                                   | 31.7                                                   | 28.5                                                   | 22.3                                                   | 17.1                                                   | 12.9                                                   | 21.8                                                   |
| Temp. media (°C)                                       | 7.1                                                    | 8.2                                                    | 10.6                                                   | 15.2                                                   | 20.6                                                   | 25.7                                                   | 27.2                                                   | 26.2                                                   | 22.6                                                   | 16.9                                                   | 12.0                                                   | 8.6                                                    | 16.7                                                   |
| Temp. mín. media (°C)                                  | 3.2                                                    | 3.6                                                    | 4.9                                                    | 7.9                                                    | 12.1                                                   | 15.9                                                   | 17.8                                                   | 17.3                                                   | 14.4                                                   | 10.9                                                   | 7.1                                                    | 4.3                                                    | 10                                                     |
| Precipitación total (mm)                               | 80.5                                                   | 75.2                                                   | 62.4                                                   | 41.8                                                   | 28.6                                                   | 14.3                                                   | 7.0                                                    | 15.4                                                   | 16.7                                                   | 68.3                                                   | 73.0                                                   | 99.3                                                   | 582.5                                                  |
| Días de precipitaciones (≥ 1 mm)                       | 12.4                                                   | 12.1                                                   | 11.2                                                   | 8.3                                                    | 6.2                                                    | 3.5                                                    | 2.2                                                    | 2.4                                                    | 3.3                                                    | 8.4                                                    | 9.4                                                    | 12.4                                                   | 91.8                                                   |
| Fuente: Hellenic National Meteorological Service       |                                                        |                                                        |                                                        |                                                        |                                                        |                                                        |                                                        |                                                        |                                                        |                                                        |                                                        |                                                        |                                                        |